# Alsatique
Un alsatique est un écrit portant sur l'Alsace. Il peut s'agir d'un livre d'histoire, de géographie, un recueil de photographie, d'une revue, etc. Ils sont écrits en français, allemand ou alsacien.

## Fonds documentaires
- Fonds alsatique de la bibliothèque nationale et universitaire de Strasbourg, 120 000 volumes, 6 place de la République 67000 Strasbourg
- Cabinet des estampes et des dessins de Strasbourg
- Bibliothèque alsatique du Crédit Mutuel, 41 000 volumes, 34 rue du Wacken, 67000 Strasbourg
- Ferdinand Reiber, Catalogue de la collection d'alsatiques (estampes et livres) de Ferdinand Reiber: La vente … Il mai et jours suivants, Strasbourg à la Librairie J. Noiriel (F. Staat, succr.) …, Strasbourg, 1896.